# Wacho
Wacho (også: Waccho; født ?, død 539) var en langobardisk konge af slægten Leting, der regerede i første halvdel af det 6. århundrede – ca. 510 – 539. Han var søn af Unichus, den forrige konges bror. Han erobrede tronen ved at få sin onkel kong Tato dræbt. Langobarderne var på dette tidspunkt bosat omkring Donaufloden, og efter at have overvundet herulerne var deres magt i hastig vækst, og Wacho gav ekstra skub til udviklingen ved en ekstraordinær aggressivitet, både i militær og politisk henseende.
Wacho giftede sig tre gange. Hans første ægteskab var med prinsesse Radegundis, datter af thüringernes konge Bisinus. Hans andet ægteskab var med prinsesse Austrigusa, datter af gepidernes konge og muligvis navngivet ved at være efterkommer (i den kvindelige linje) af ostrogotiske konger. Austrigusa var mor til to døtre: Wisigarda, (som giftede sig med merovingerkongen Teodebert af Austrasien, og Waldrada, (som giftede sig først med Teodebald af Austrasien og dernæst med frankernes konge Klotar 1. og tilslut med Garibald 1. af Bayern). Wachos tredje ægteskab var med herulerprinsessen Silinga, med hvem han fik sønnen Waltari.
Wachos alliancer med frankerne og byzantinerne skabte rum for ham til at ekspandere langobardernes magt fra Bøhmen til Pannonien, og ved sin død i 539/540 var han en de mest magtfulde konger i Europa.